# بيت غوتشي
بيت غوتشي (بالإنجليزية: House of Gucci)‏ هو فيلم سيرة ذاتية، ودراما إجرامية أمريكي، أخرجَه ريدلي سكوت وأبطاله ليدي غاغا، وآدم درايفر، وجاريد ليتو، وجيرمي أيرونز، وجاك هيوستن، وريف كارني، وسلمى حايك وآل باتشينو. عُرض الفيلم في الولايات المتحدة يوم 24 نوفمبر 2021.

## روابط خارجية
- بيت غوتشي على موقع IMDb (الإنجليزية)
- بيت غوتشي على موقع ميتاكريتيك (الإنجليزية)
- بيت غوتشي على موقع روتن توميتوز (الإنجليزية)
- بيت غوتشي على موقع ألو سيني (الفرنسية)
- بيت غوتشي على موقع فيلمافينيتي (الإسبانية)
- بيت غوتشي على موقع قاعدة بيانات الأفلام السويدية (السويدية)
- بيت غوتشي على موقع قاعدة بيانات الفيلم (الإنجليزية)
- بيت غوتشي على موقع ليتربوكسد (الإنجليزية)
- بيت غوتشي على موقع كينوبويسك (الروسية)

لم يتم العثور على روابط لمواقع التواصل الاجتماعي.